# Dmytro Riznyk
Dmytro Hryhorovyč Riznyk (in ucraino Дмитро Григорович Різник?; Poltava, 30 gennaio 1999) è un calciatore ucraino, portiere dello Šachtar.

## Carriera

### Club
Cresciuto nel settore giovanile del Vorskla, il 26 ottobre 2020 debutta in prima squadra giocando l'incontro di Prem"jer-liha perso 4-0 contro lo Zorja, diventando in breve tempo titolare nel ruolo. Con la formazione bianco-verde esordisce anche nelle competizioni europee per club.
Nel febbraio del 2023, lascia il Vorskla e firma per lo Šachtar.

### Nazionale
Nel 2019 con la Nazionale Under-20 ucraina prende parte al campionato mondiale di categoria. Nell'ottobre 2020 riceve la sua prima convocazione con la nazionale maggiore in vista degli incontri di UEFA Nations League contro Germania e Spagna. Esordisce l'11 novembre 2021 in occasione dell'amichevole pareggiata 1-1 contro la Bulgaria.

## Statistiche

### Presenze e reti nei club
Statistiche aggiornate al 10 dicembre 2024.
| Stagione        | Squadra         | Campionato      | Campionato | Campionato | Coppe nazionali | Coppe nazionali | Coppe nazionali | Coppe continentali | Coppe continentali | Coppe continentali | Altre coppe | Altre coppe | Altre coppe | Totale | Totale | Totale |
| Stagione        | Squadra         | Comp            | Pres       | Reti       | Comp            | Pres            | Reti            | Comp               | Pres               | Reti               | Comp        | Pres        | Reti        | Pres   | Reti   |        |
| --------------- | --------------- | --------------- | ---------- | ---------- | --------------- | --------------- | --------------- | ------------------ | ------------------ | ------------------ | ----------- | ----------- | ----------- | ------ | ------ | ------ |
| 2019-2020       | Vorskla         | PL              | 14         | -19        | KU              | 4               | -2              | -                  | -                  | -                  | -           | -           | -           | 18     | -21    |        |
| 2020-2021       | Vorskla         | PL              | 24         | -28        | KU              | 1               | -1              | -                  | -                  | -                  | -           | -           | -           | 25     | -29    |        |
| 2021-2022       | Vorskla         | PL              | 17         | -17        | KU              | 1               | -1              | UECL               | 2                  | -5                 | -           | -           | -           | 20     | -23    |        |
| 2022-feb. 2023  | Vorskla         | PL              | 15         | -20        | -               | -               | -               | UECL               | 2                  | -4                 | -           | -           | -           | 17     | -24    |        |
| Totale Vorskla  | Totale Vorskla  | Totale Vorskla  | 70         | -84        |                 | 6               | -4              |                    | 4                  | -9                 |             | -           | -           | 80     | -97    |        |
| feb.-giu. 2023  | Šachtar         | PL              | 0          | 0          | -               | -               | -               | UEL                | 0                  | 0                  | -           | -           | -           | 0      | 0      |        |
| 2023-2024       | Šachtar         | PL              | 27         | -21        | KU              | 4               | -2              | UCL+UEL            | 6+2                | -12 + -5           | -           | -           | -           | 39     | -40    |        |
| 2024-2025       | Šachtar         | PL              | 15         | -14        | KU              | 1               | 0               | UCL                | 6                  | -13                | -           | -           | -           | 22     | -27    |        |
| Totale Šachtar  | Totale Šachtar  | Totale Šachtar  | 42         | -35        |                 | 5               | -2              |                    | 14                 | -30                |             | -           | -           | 61     | -67    |        |
| Totale carriera | Totale carriera | Totale carriera | 112        | -119       |                 | 11              | -6              |                    | 18                 | -39                |             | -           | -           | 141    | -164   |        |

### Cronologia presenze e reti in nazionale
| Cronologia completa delle presenze e delle reti in nazionale ― Ucraina | Cronologia completa delle presenze e delle reti in nazionale ― Ucraina | Cronologia completa delle presenze e delle reti in nazionale ― Ucraina | Cronologia completa delle presenze e delle reti in nazionale ― Ucraina | Cronologia completa delle presenze e delle reti in nazionale ― Ucraina | Cronologia completa delle presenze e delle reti in nazionale ― Ucraina | Cronologia completa delle presenze e delle reti in nazionale ― Ucraina | Cronologia completa delle presenze e delle reti in nazionale ― Ucraina |
| Data                                                                   | Città                                                                  | In casa                                                                | Risultato                                                              | Ospiti                                                                 | Competizione                                                           | Reti                                                                   | Note                                                                   |
| ---------------------------------------------------------------------- | ---------------------------------------------------------------------- | ---------------------------------------------------------------------- | ---------------------------------------------------------------------- | ---------------------------------------------------------------------- | ---------------------------------------------------------------------- | ---------------------------------------------------------------------- | ---------------------------------------------------------------------- |
| 11-11-2021                                                             | Odessa                                                                 | Ucraina                                                                | 1 – 1                                                                  | Bulgaria                                                               | Amichevole                                                             | -                                                                      | 46’                                                                    |
| 14-6-2022                                                              | Łódź                                                                   | Ucraina                                                                | 1 – 1                                                                  | Irlanda                                                                | UEFA Nations League 2022-2023 - 1º turno                               | -1                                                                     |                                                                        |
| 7-6-2025                                                               | Toronto                                                                | Canada                                                                 | 4 – 2                                                                  | Ucraina                                                                | Amichevole                                                             | -1                                                                     | 66’                                                                    |
| Totale                                                                 |                                                                        | Presenze                                                               | 3                                                                      |                                                                        | Reti                                                                   | -2                                                                     |                                                                        |

## Palmarès

### Club

#### Competizioni nazionali
- Campionato ucraino: 2

Šachtar: 2022-2023, 2023-2024
- Coppa d'Ucraina: 2

Šachtar: 2023-2024, 2024-2025

### Nazionale
- Campionato mondiale Under-20: 1

Polonia 2019